# Soignies
Soignies (niederländisch Zinnik) ist eine an der Senne gelegene französischsprachige Gemeinde in der belgischen Provinz Hennegau mit 29.032 Einwohnern (Stand 1. Januar 2024). Soignies ist Verwaltungssitz des Bezirks Soignies. Die Gemeinde umfasst aufgrund des Zusammenschlusses belgischer Gemeinden seit 1977 neben der Stadt Soignies noch folgende Orte: Casteau, Chaussée-Notre-Dame-Louvignies, Horrues, Naast, Neufvilles und Thieusies.
Der Name Soignies stammt vom lateinischen Wort 'suniacum' ab, das „an der Senne“ bedeutet. Die Quelle der Senne liegt südöstlich der Stadt; der Fluss fließt im weiteren Verlauf durch Brüssel.
Soignies ist überregional für seinen lokalen Kalkstein (französisch 'Pierre bleue'), der in den Carrières du Hainaut abgebaut wird, bekannt. Der Teilort Casteau hat seit 1967 internationale Bedeutung als Sitz von SHAPE, des militärischen Hauptquartiers der NATO in Europa.

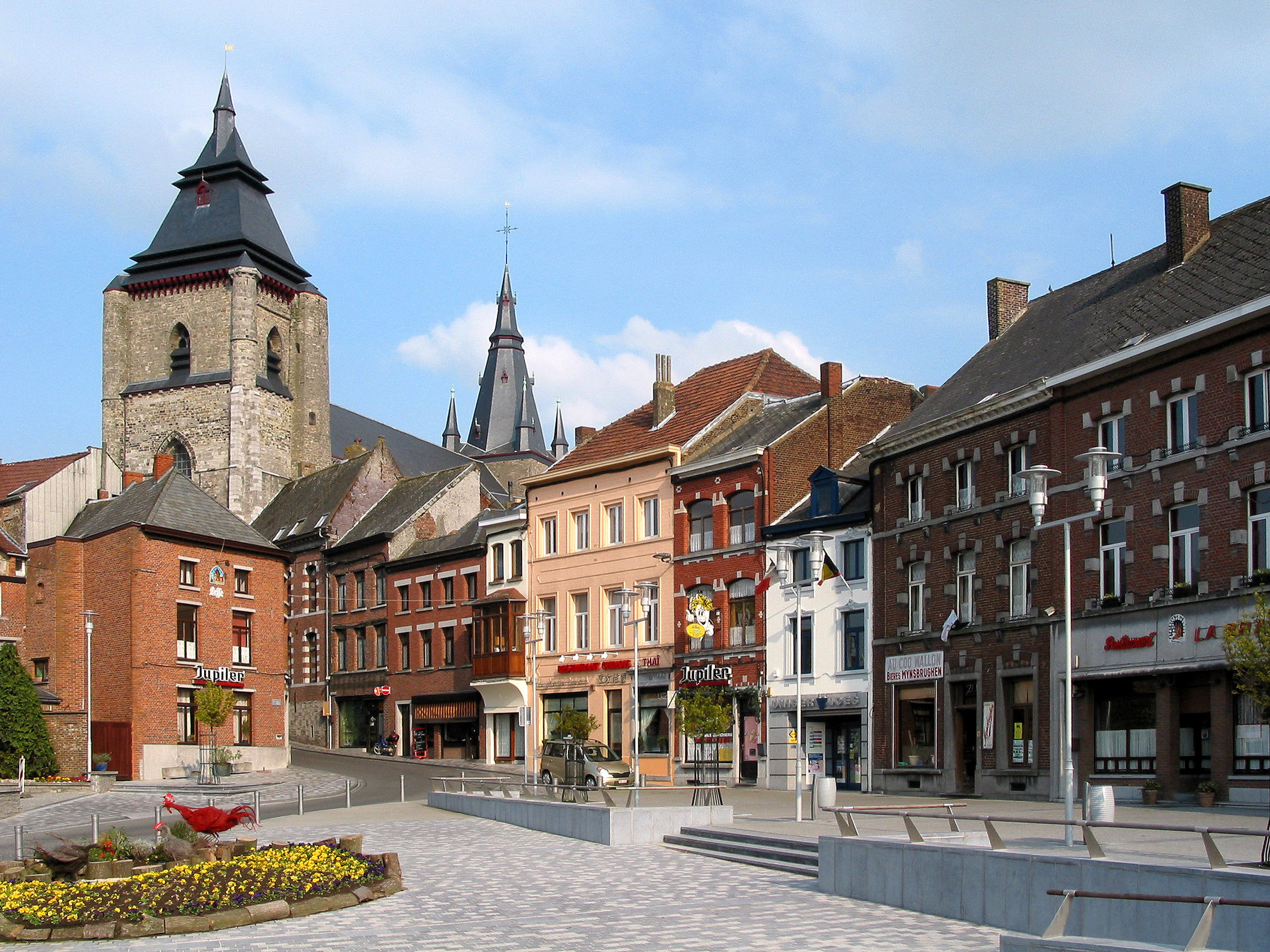
Die Place Verte, links die romanische Kirche Saint-Vincent

## Geschichte
Als erste urkundliche Erwähnung eines Klosterortes gilt die Eintragung in die Reichsteilungsakte von Meerssen 870 als „Sunniacum“.
In Soignies gab es bereits im 7. Jahrhundert eine Kirche: Davon zeugt ein 1900 im Mittelschiff der Stiftskirche entdeckter merowingischer Sarkophag, der heute im Museum Vieux-Cimetière aufbewahrt wird. Die heutige Stiftskirche wurde um die Mitte des 12. Jahrhunderts fertiggestellt.
Von 1364 bis 1379 wurden rund um die Stadt Wälle und Gräben als erste Befestigung angelegt. In der Umfriedung wurden vier Tore errichtet: das von Braine im Norden, das von Mons im Süden und die von Enghien und Neufvilles im Westen. 1406 wurden die Wälle mit einer Holzpalisade versehen, und hölzerne Wachhäuschen errichtet. Von 1421 bis 1470 wurde eine feste Mauer mit Wachtürmen errichtet. Nach dem Aachender-Frieden wurden die Türme und Tore abgebaut, die Mauer war bereits ab 1690 abgebrochen worden. Heute sind nur noch wenige Teile des ursprünglichen Walles erhalten.

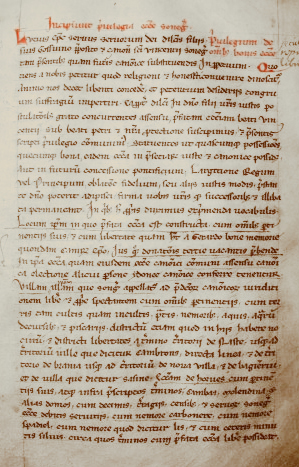
Seite aus dem Kettenbuch des Ordenskapitels von Soignies

Mehr als acht Jahrhunderte lang (von 935 bis 1793) wurde das religiöse und weltliche Leben der Stadt maßgeblich vom Kollegiatstift von Soignies bestimmt. Einunddreißig Kanoniker ernannten u. a. Gerichtsvollzieher, Bürgermeister und andere mit der Stadt verbundene Ämter und sprachen Recht im Lehensbereich der Stiftskirche. Ihre Privilegien hielten sie in einem Liber Catenatus (Kettenbuch) aus dem 13. bis 15. Jahrhundert fest. Diese „weltlichen Mönche“ legten kein Armutsgelübde ab und mussten nicht innerhalb der Grenzen der Stiftskirche selbst leben, sondern mussten dort lediglich 32 Wochen pro Jahr verweilen.

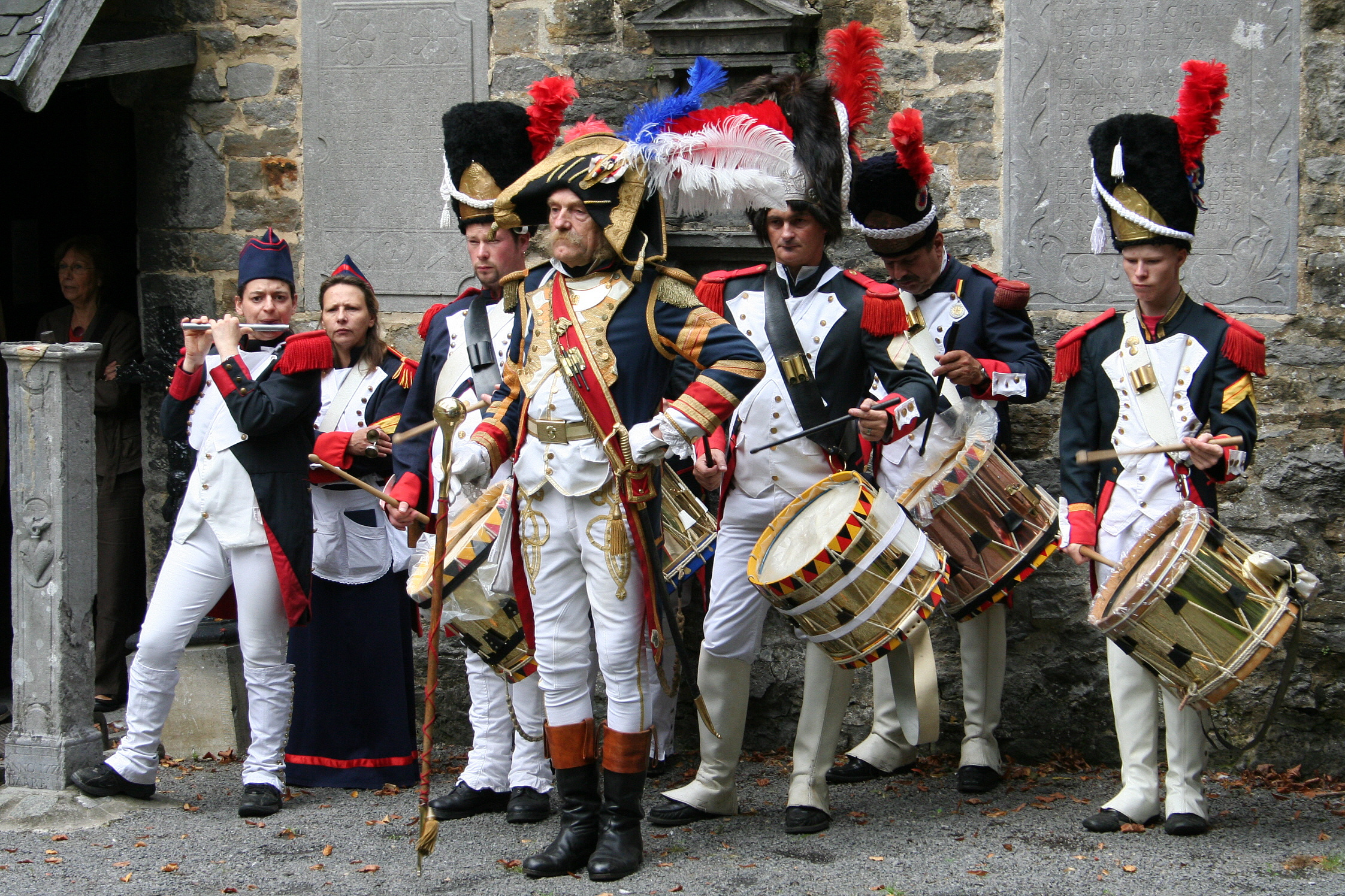
Volksgruppe „Die Grenadiere der kaiserlichen Garde“

Im Zuge der französischen Revolution kam es 1793 zur Auflösung des Kollegiatstifts von Soignies.
Am 10. Juli 1794 siegten die Franzosen im ersten Koalitionskrieg bei Soignies über die Kaiserlichen unter Befehl des Prinzen von Sachsen-Coburg und zwangen diese zum Rückzug nach Brüssel. Die Österreicher mussten in der Folge die Niederlande endgültig aufgeben.

## Steinbrüche von Soignies

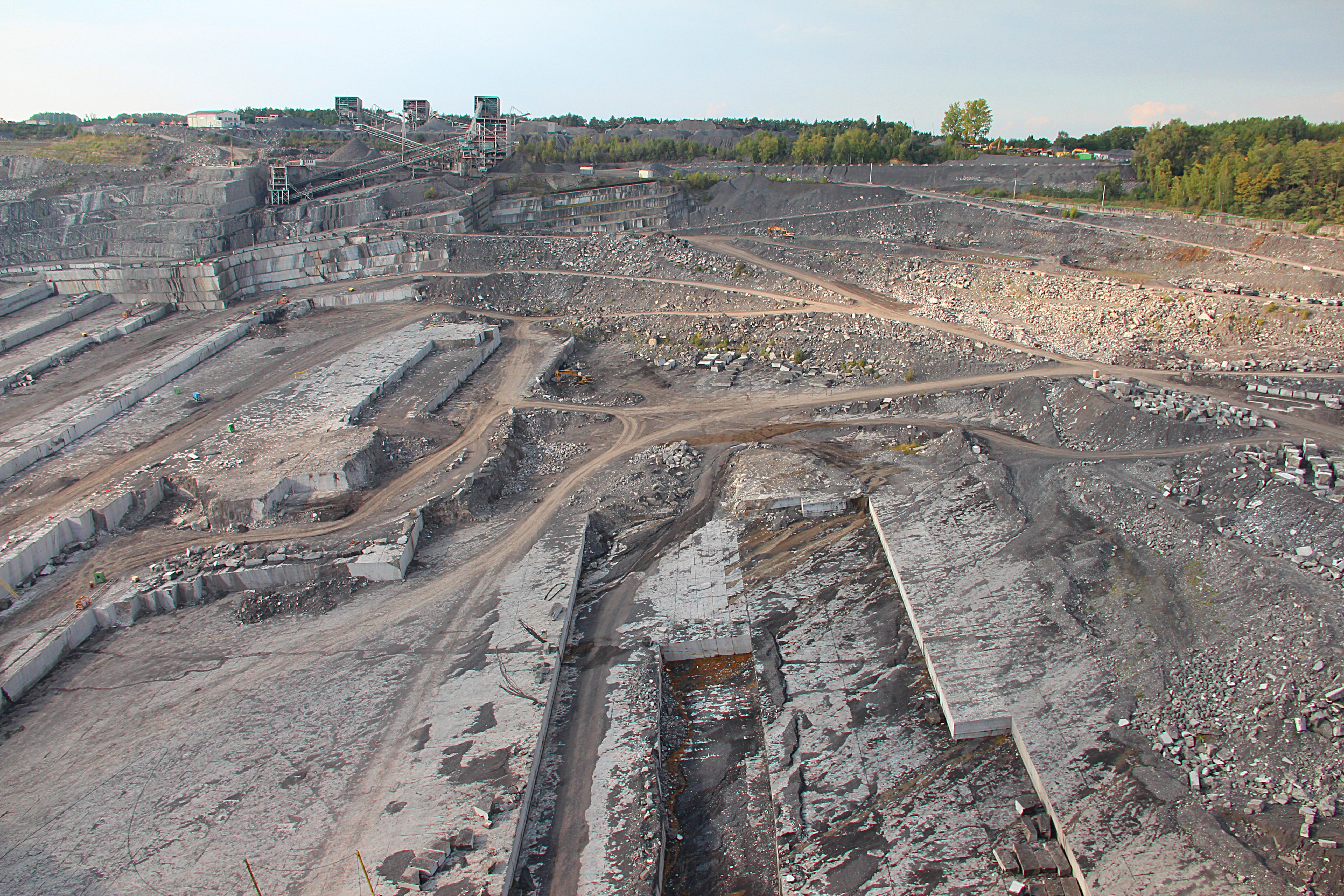
Steinbruch „Carrières du Hainaut“ in Soignies

Soignies ist ein wichtiger Abbauort des Belgisch Granit oder Belgisch Schwarz (französisch „pierre bleue“) genannten Steines. Viele Fassaden der innerstädtischen Architektur von Brüssel und anderen belgischen Städten sind noch heute durch diesen Naturwerkstein geprägt.
Die ersten Nachweise der lokalen Nutzung des Steines stammen aus der römischen Zeit im 2. oder 3. Jahrhundert n. Chr. Der Abbau in Minen begann jedoch erst im 15. Jahrhundert. Im 18. Jahrhundert begann die industrielle Ausbeutung mittels moderner Dampfmaschinen und später elektrischer Werkzeuge sowie der Abtransport per Eisenbahn.

## Persönlichkeiten
- Samo (ca. 600–658), König eines frühen slawischen Reiches. Soignies gilt als einer von zwei möglichen Geburtsorten.
- François de Cuvilliés der Ältere (1695–1768), Baumeister in kurfürstlich-bayerischen Diensten
- Jules Bordet (1870–1961), Mikrobiologe und Immunologe
- Liliane Funcken (1927–2015), Künstlerin
- Johan Walem (* 1972), Fußballnationalspieler
- Jérôme Baugnies (* 1987), Radrennfahrer

## Sehenswürdigkeiten
- Romanische Basilika St. Vincent aus dem 11. Jahrhundert
- Tuchhaus aus dem 16. Jahrhundert (nördlich der Stiftskirche)
- Franziskanerkloster aus dem 18. Jahrhundert
- Kapelle des Alten Friedhofs von Soignies
- Apothekenmuseum (23 rue de la Régence)
- Kapelle von Tilleriaux aus dem 17. Jahrhundert
- L'hôtel Modern – Art Nouveau Gebäude (73, rue de la Station)
- Der große Steinbruch und das Schloß-Paternoster in Wincqz
- Der Gutshof der Abtei in Neufvilles

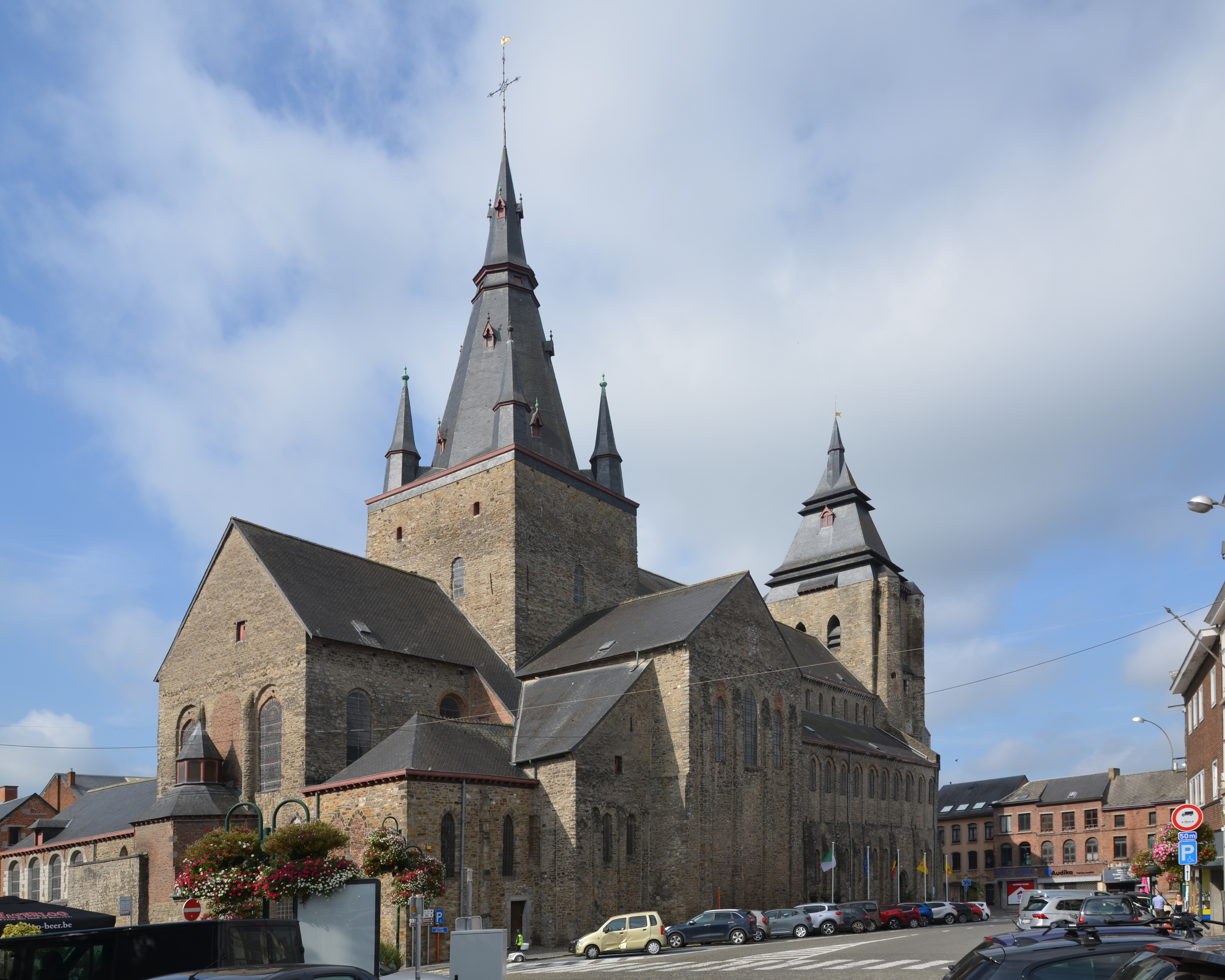
Stiftskirche von Soignies
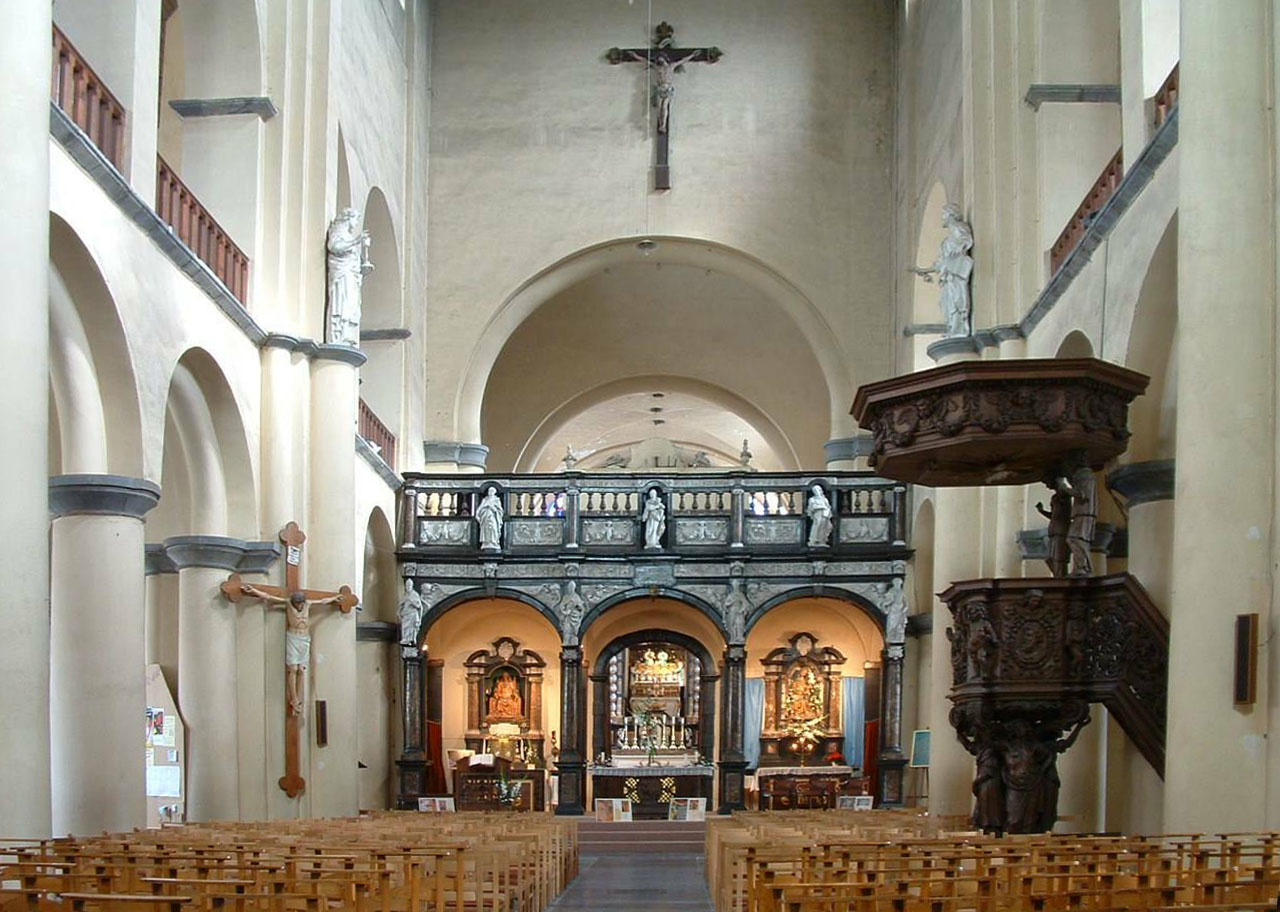
Innenraum der Stiftskirche
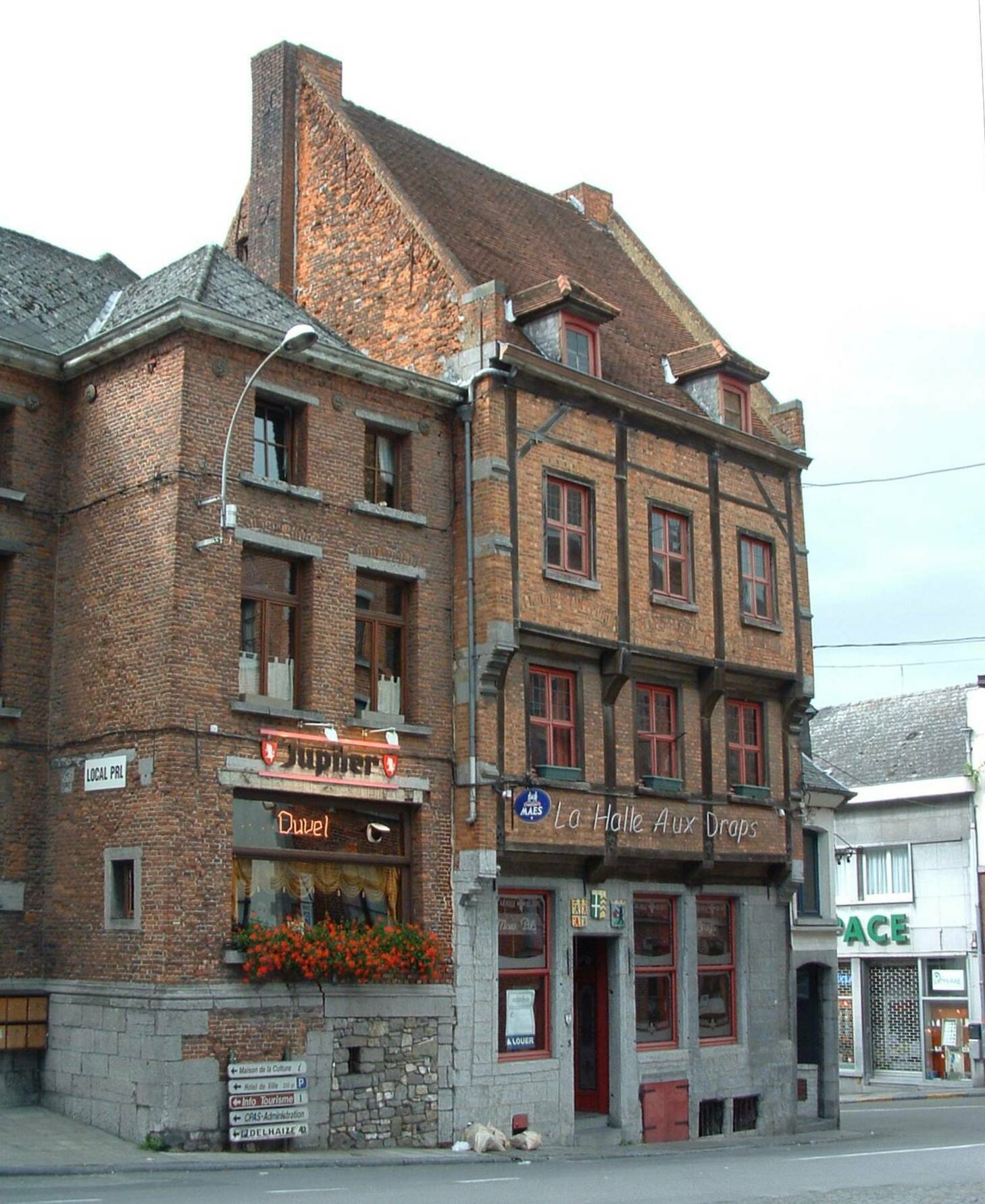
Tuchhaus
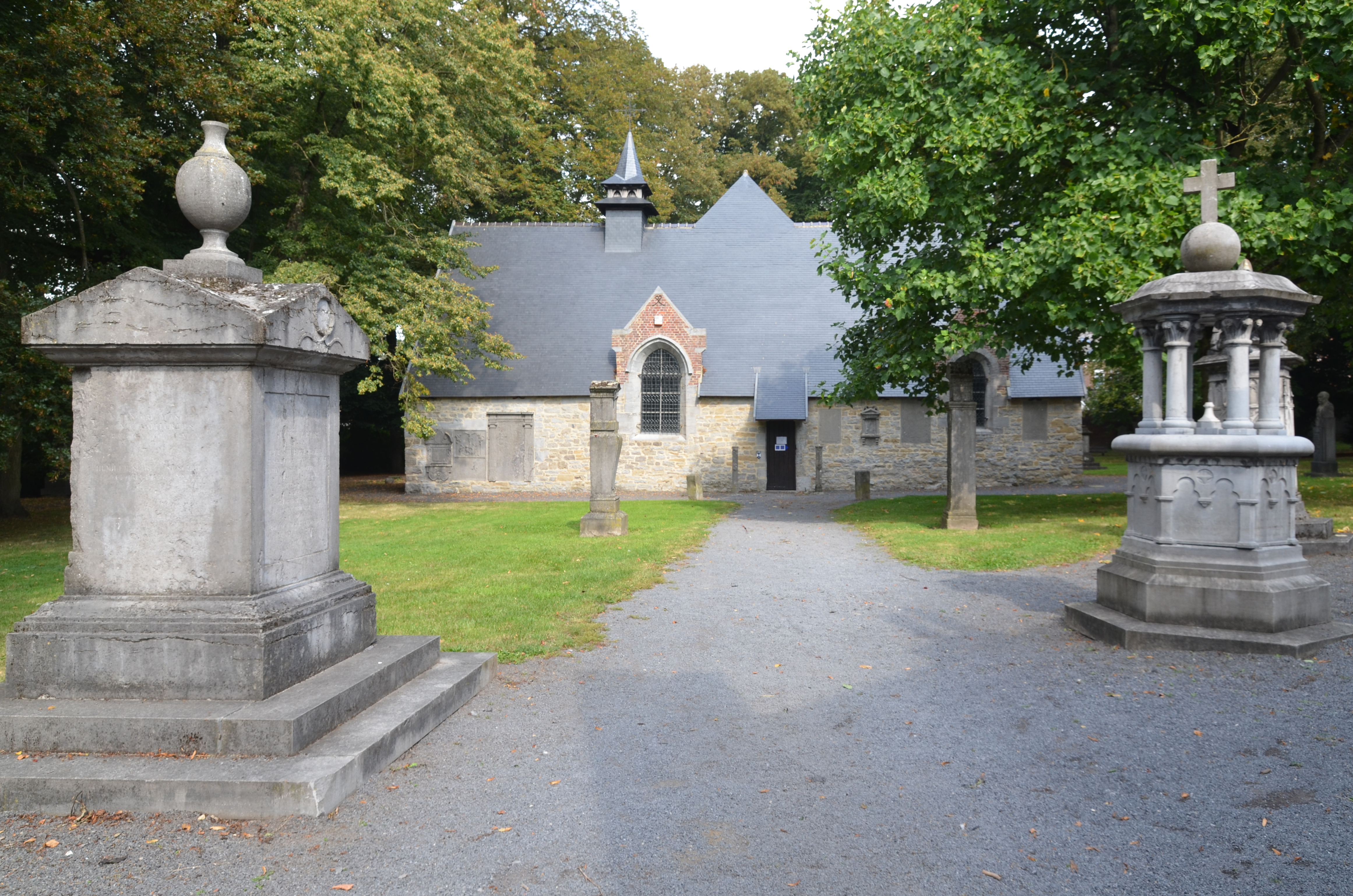
Alter Friedhof
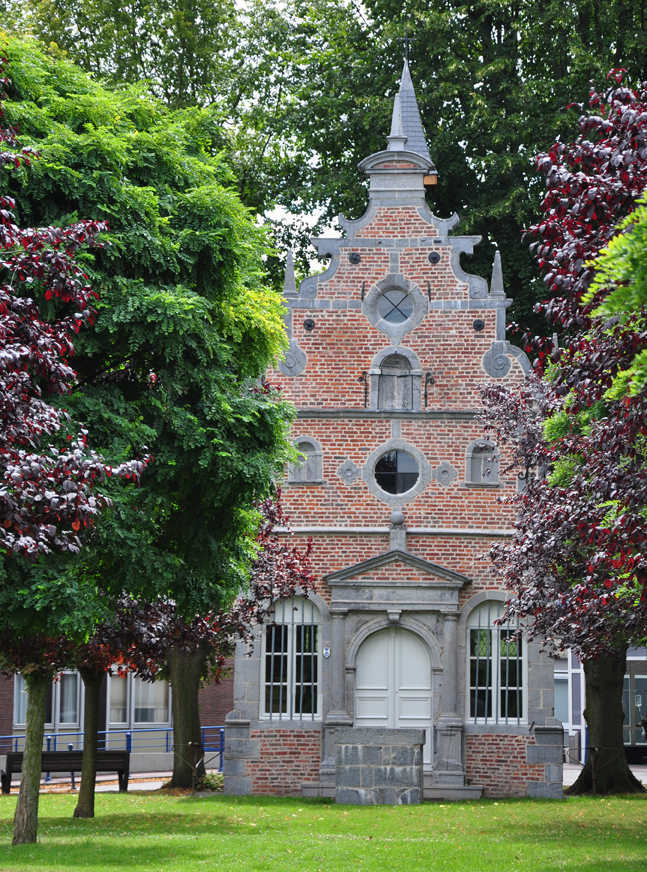
Kapelle in Tilleriaux
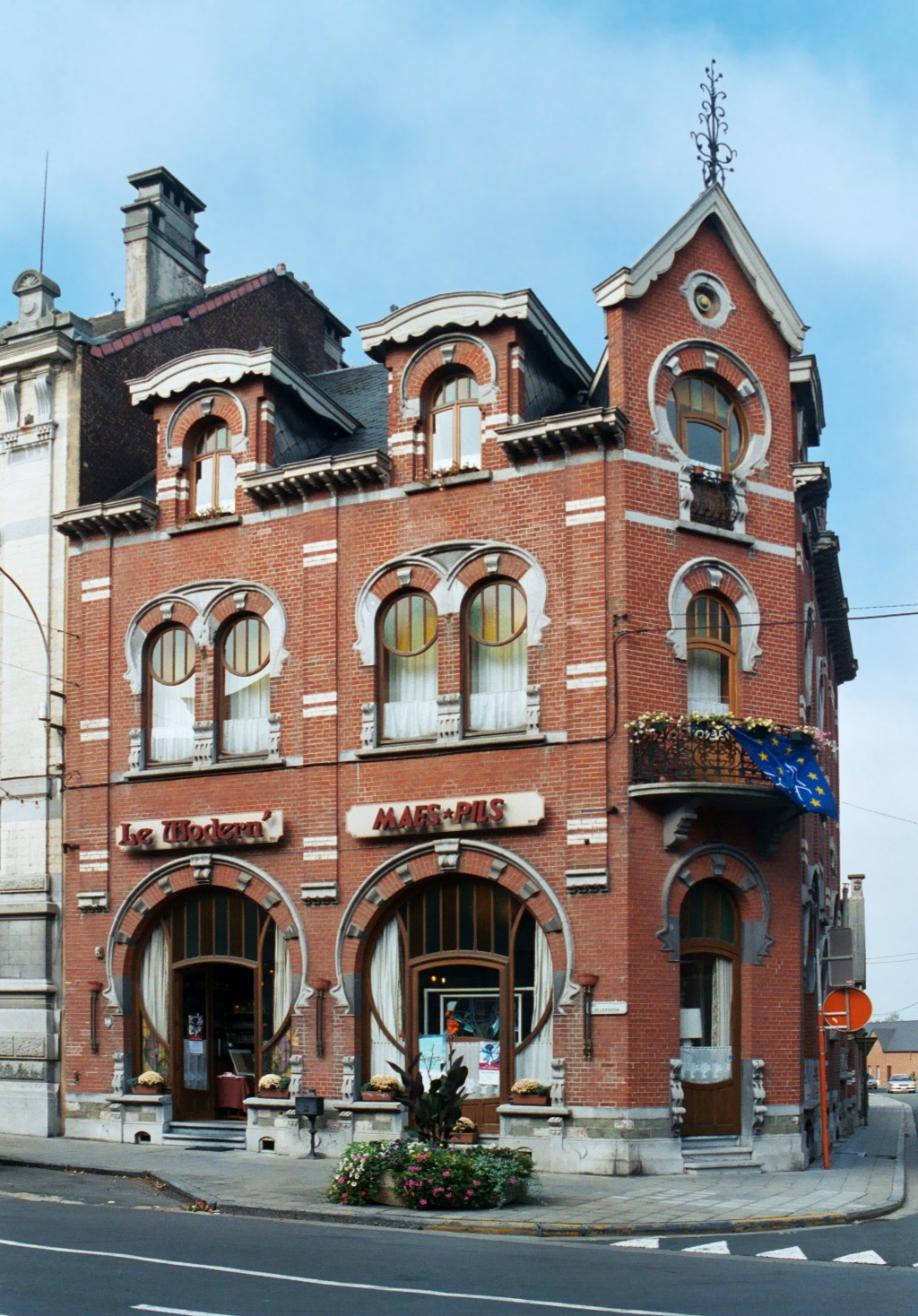
L'Hôtel Modern
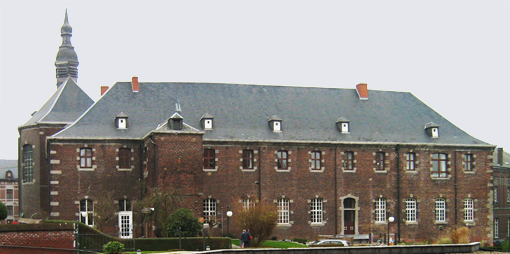
Franziskanerkloster
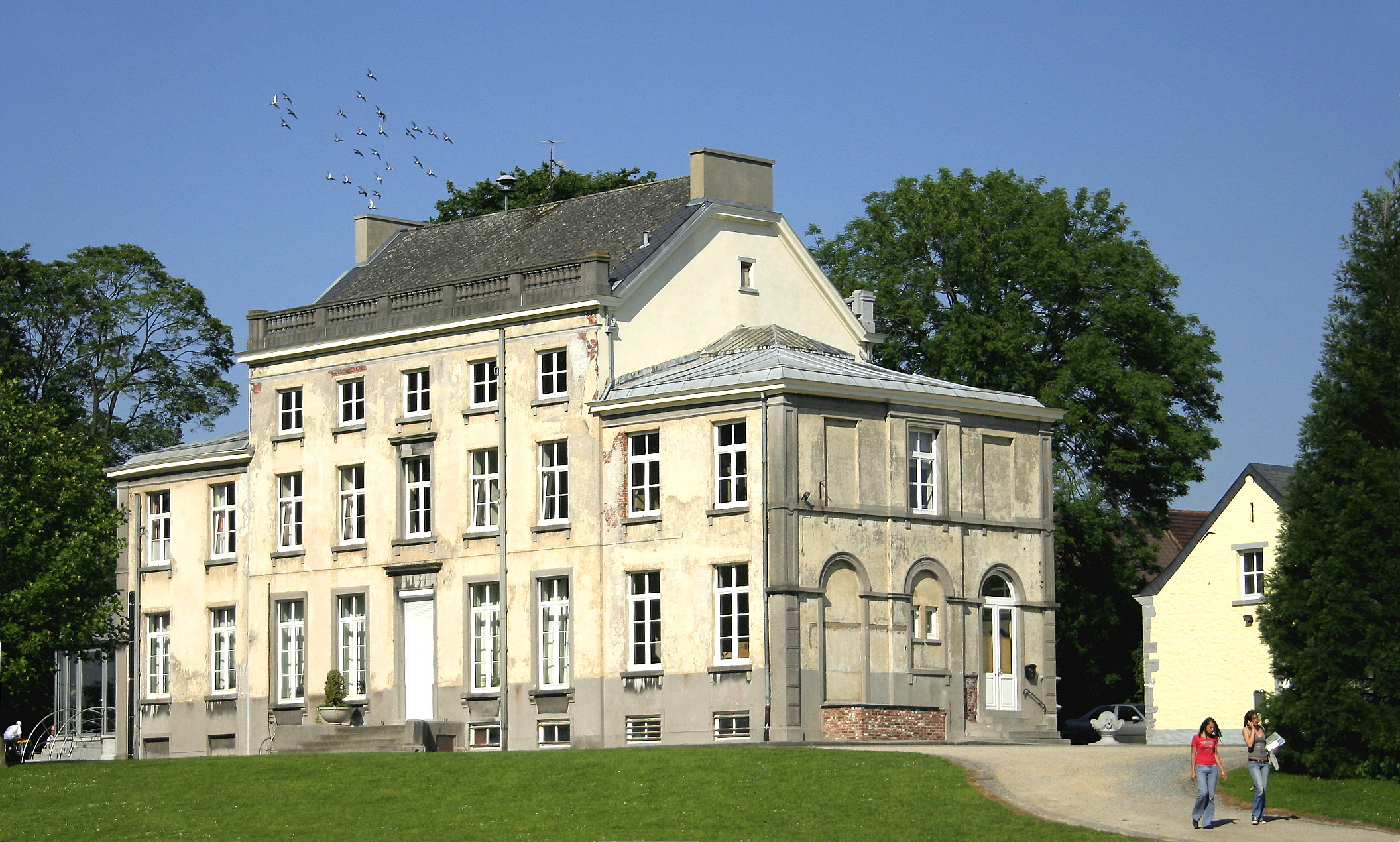
Schloß Paternoster
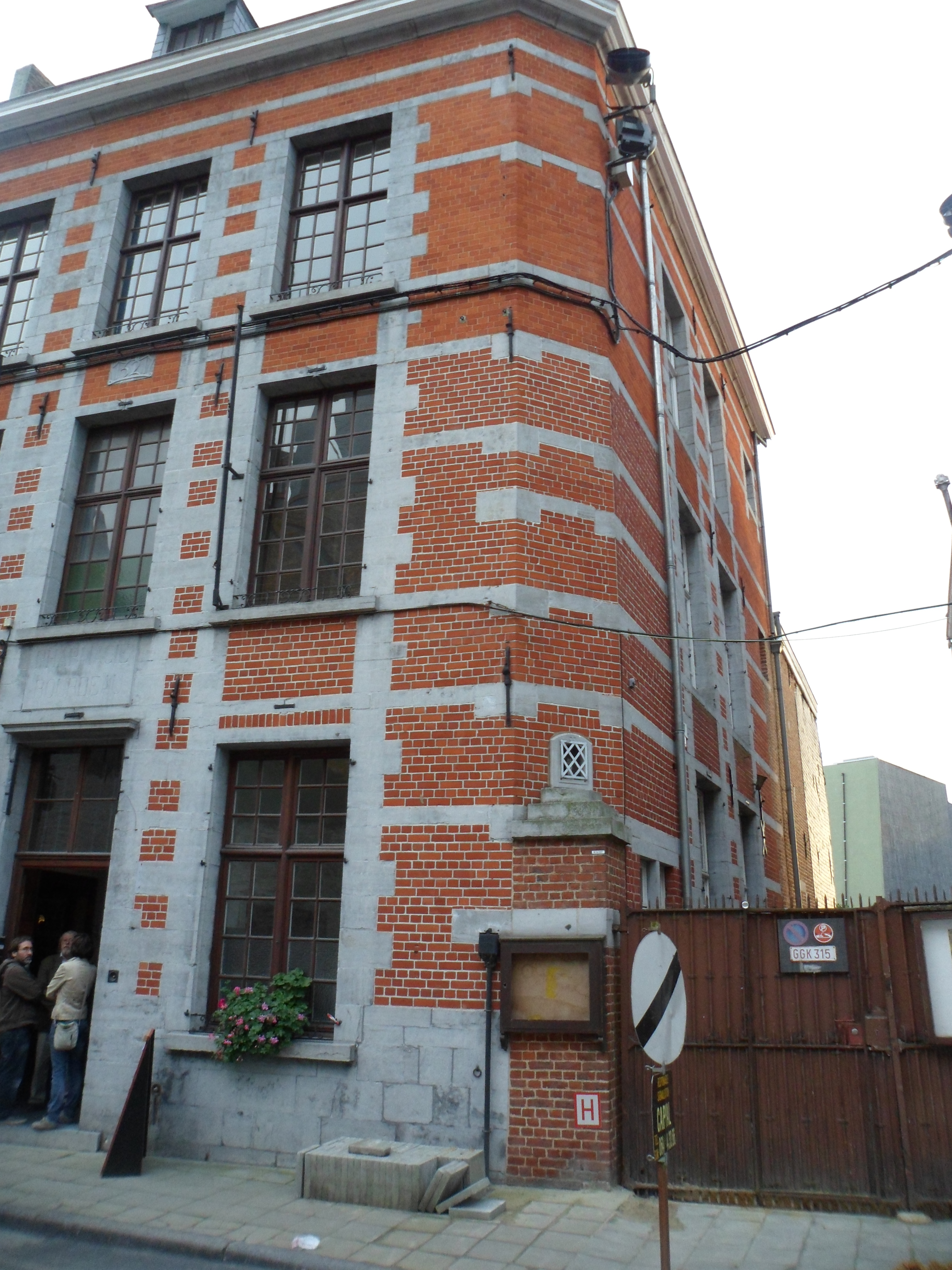
Apothekenmuseum
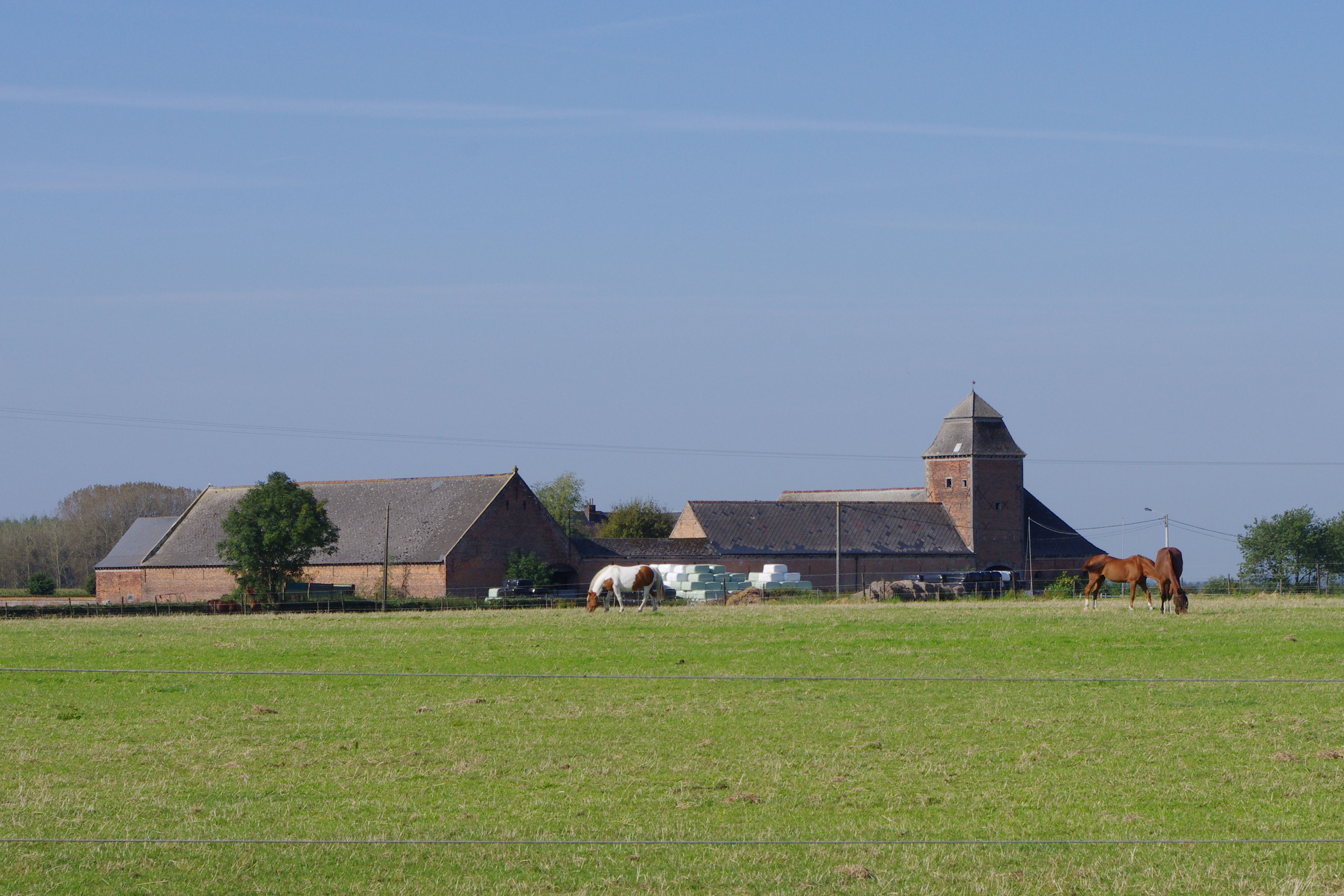
Gutshof der Abtei